# Sylvana IJsselmuiden
Sylvana Indira Nikita IJsselmuiden (Leeuwarden, 24 november 1994) is een Nederlandse presentatrice en actrice. Ze presenteert programma's voor zowel televisie als internet en is als actrice te zien in verschillende films en series. 

## Biografie en carrière

### Begin carrière
IJsselmuiden is geboren in Leeuwarden en groeide op in een gezin met twee broers en een zus. Na de havo studeerde ze Artiest Drama bij D'Drive in Leeuwarden en begon ze haar carrière bij SBS6. Hier presenteerde ze de programma's Babes in Business en Uit Voorraad Leverbaar.
Na SBS6 volgden presentatieklussen voor onder meer XITE, Omrop Fryslân en RTL 4. Ze is ook werkzaam als actrice. Ze speelde in 2015 de rol van Mieke in de miniserie Fout Bloed. In 2016 speelde ze de rol van Fleur in de film Fissa en was barvrouw in de film Fataal. Verder speelde ze rollen in de films De Masters, Hartenstrijd en Bon Bini Holland 2.

### Autosport
Door de jaren heen is IJsselmuiden betrokken bij verschillende autosport-gerelateerde producties. Zo presenteerde ze tijdens het Formule 1-seizoen de Autobahn F1 Show voor het online magazine Autobahn., maakte ze podcasts en schreef ze columns voor F1 Magazine. In deze hoedanigheid verscheen ze ook geregeld in actualiteitenprogramma's en talkshows, zoals RTL Boulevard, HLF8 en bij Slam FM.
In 2022 maakte ze de Formule 1-gerelateerde YouTube-serie Maximaal Fan voor Hart van Nederland.

### Radio
In 2019 was ze betrokken bij verschillende producties voor Radio 538, waaronder FAIL SUCCES?! (met Wietze de Jager), Cashen of flashen, LOVERS x HATERS en Release Reacties. In 2023 werkte ze bij 100% NL.

### Deelnemer
Op 5 november 2019 was IJsselmuiden te zien in de online-serie Gierige Gasten. Nog diezelfde maand was ze te zien in de online-televisieserie Het Jachtseizoen van StukTV, waarin ze echter vroegtijdig werd 'gepakt'. In de maanden die volgden was ze te zien in nog twee StukTV-webseries: De Kluis en De Stilste Show.
Ook was ze in 2019 een van de deelnemers van het 21e seizoen van het RTL 4-programma Expeditie Robinson. Ze viel als twaalfde af en eindigde daarmee op de vijftiende plaats.
In 2022 deed ze mee aan de kerstspecial van het televisieprogramma De Alleskunner VIPS waar ze als twaalfde eindigde. Niet lang daarna deed ze mee aan het derde seizoen van Hunted VIPS. Ze wist dit programma te winnen.
In 2025 wordt bekendgemaakt dat IJsselmuiden meedoet aan de op dat moment nieuwe spelshows Let's Play Ball en  De Allesweter VIPS.

### Overig
In 2018 werkte IJsselmuiden mee aan het project digitale geletterdheid, dat is ontwikkeld voor het voortgezet onderwijs.
In 2020 werd ze uitgeroepen tot "Mooiste Vrouw van Nederland" door FHM. Ze werd in 2024 gastredactrice voor het tijdschrift.
In 2021 ging ze viraal met verschillende YouTube-video's die ze onder de noemer Syl in Actie maakte.

## Filmografie
Dit overzicht is mogelijk incompleet; u kunt helpen door het uit te breiden.
- Gemeinsame Normdatei: 1197623655
- Virtual International Authority File: 7679157226605785410008